# Santervás de la Vega
Santervás de la Vega è un comune spagnolo di 533 abitanti situato nella comunità autonoma di Castiglia e León.